# هام (زیگ)
هام سیگ (به آلمانی: Hamm) یک شهر در آلمان است که در راینلاند-فالتس واقع شده‌است.

## خصوصیات
هام سیگ ۳٬۴۳۱ نفر جمعیت دارد.